# Friedrich Schorlemmer

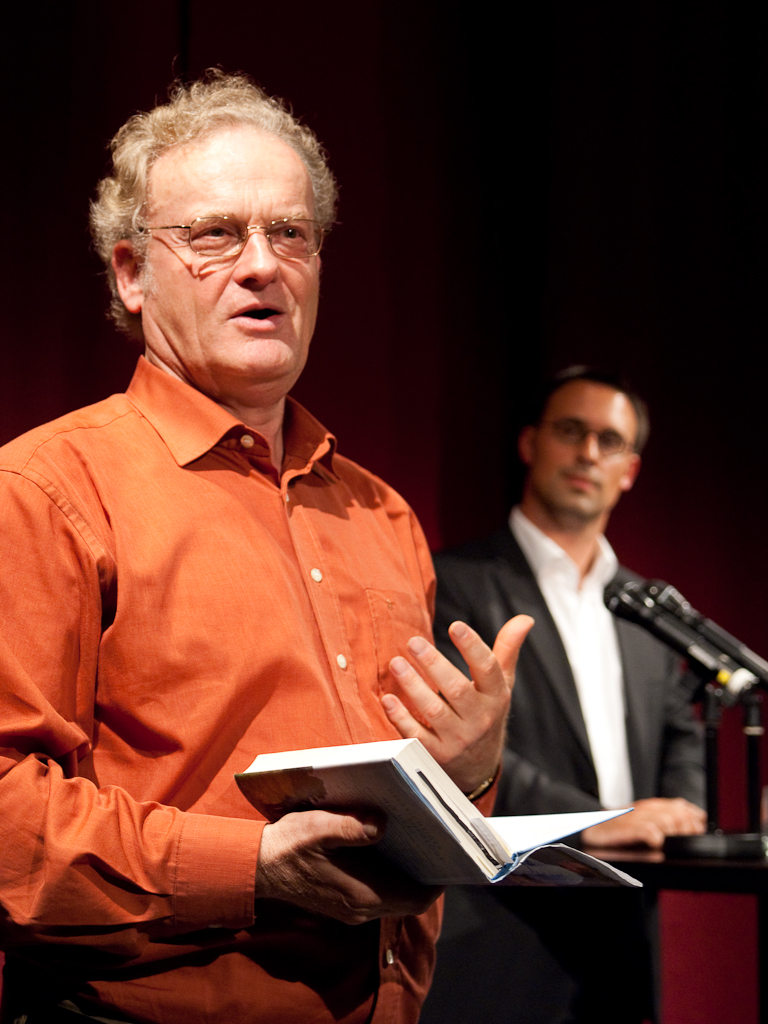
Friedrich Schorlemmer (2009)

Friedrich-Wilhelm Schorlemmer (* 16. Mai 1944 in Wittenberge; † 9. September 2024 in Berlin) war ein deutscher evangelischer Theologe, Bürgerrechtler und Publizist. Er war ein prominenter Protagonist der Opposition in der DDR. Auch nach der Wiedervereinigung war Schorlemmer als Begründer verschiedener politischer Initiativen, Mitglied der SPD und Publizist weiter politisch aktiv.

## Leben

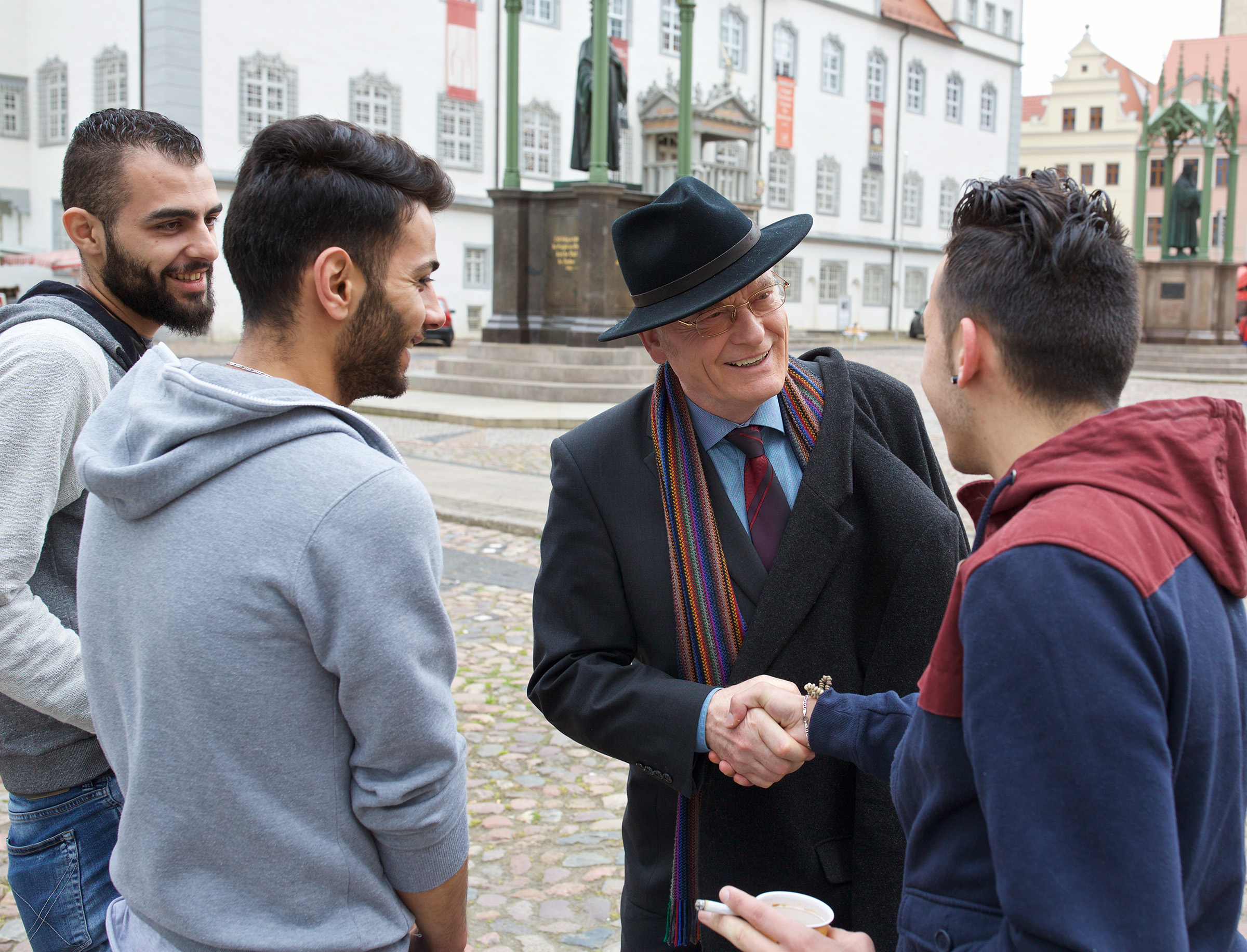
Friedrich Schorlemmer begrüßt Flüchtlinge auf dem Markt in Wittenberg (2016).

Friedrich Schorlemmer wurde als Sohn eines Pfarrers in Wittenberge (Prignitz) geboren und wuchs in Werben (Altmark) auf. Die Eltern hatten während eines Fronturlaubs des Vaters im August 1943 geheiratet. Schorlemmer hatte fünf Geschwister.
Aufgrund seiner Herkunft wurde ihm der Besuch der Erweiterten Oberschule verwehrt. Stattdessen erwarb er das Abitur an einer Volkshochschule und studierte danach von 1962 bis 1967 an der Martin-Luther-Universität Halle-Wittenberg Theologie. Von 1971 bis 1978 war er Studentenpfarrer in Merseburg und ab 1976 Synodalmitglied auf Landeskirchen- und DDR-Ebene. Von 1978 bis 1992 lehrte er als Dozent am Evangelischen Predigerseminar und war Prediger an der Schlosskirche in der Lutherstadt Wittenberg. Von 1992 bis 2007 war Schorlemmer Studienleiter der Evangelischen Akademie Sachsen-Anhalt.
Im Jahre 1968 beteiligte sich Schorlemmer an Aktionen gegen die neue Verfassung der DDR und die Niederschlagung des Prager Frühlings durch Truppen des Warschauer Pakts. Von den 1970er-Jahren an war er Mitglied der Friedens-, Menschenrechts- und Umweltbewegung.
Auf dem Kirchentag 1983 in Wittenberg fand auf dem Lutherhof unter seiner Verantwortung die symbolische Umschmiedung eines Schwerts zu einer Pflugschar in Anwesenheit von Richard von Weizsäcker statt. Die DDR-Behörden hatten vorher die öffentliche Benutzung des Slogans Schwerter zu Pflugscharen für illegal erklärt. Diese Aktion des Kunstschmieds Stefan Nau machte Schorlemmer international bekannt und wurde zu einem Hoffnungszeichen für die Friedensbewegung in der DDR. Stefan Nau trug die wirtschaftlichen Folgen, sein Betrieb ging pleite und er musste kurze Zeit später die DDR verlassen.
Schorlemmer wirkte in Synoden der evangelischen Kirche in der DDR mit. Weiterhin wurde der Friedenspreisträger des Deutschen Buchhandels unter anderem 1988 als Mitverfasser der 20 Wittenberger Thesen zur Demokratisierung der DDR bekannt. 1988/89 war er Berater der Ökumenischen Versammlung für Gerechtigkeit, Frieden und Bewahrung der Schöpfung in der DDR.

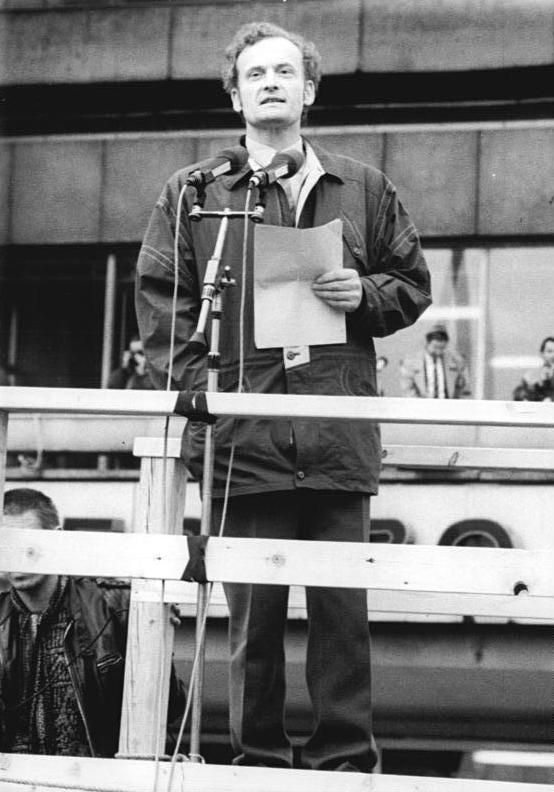
Schorlemmer spricht bei der Berliner Großdemonstration am 4. November 1989 auf dem Alexanderplatz

Friedrich Schorlemmer gehörte zu den Erstunterzeichnern des Aufrufs „Für unser Land“ vom 26. November 1989. Er war Mitbegründer der Partei Demokratischer Aufbruch (DA). Als der DA sich auf dem Parteitag am 16./17. Dezember 1989 politisch umorientierte und von linken Vorstellungen abwandte, trat Schorlemmer mit anderen Linken aus der Partei aus. Er wechselte zur Sozialdemokratischen Partei in der DDR (SDP) über. Nach deren Vereinigung mit der SPD am 26. September 1990 war Schorlemmer bis 1994 Fraktionsvorsitzender der SPD im Wittenberger Stadtparlament. Er gehörte zu den Gegnern des Einsatzes im Afghanistankrieg ab 2001 und des Irakkriegs 2003.
Schorlemmer war Mitherausgeber der Monatszeitschrift Blätter für deutsche und internationale Politik und zuvor der Wochenzeitung der Freitag. Er war Mitglied der Deutschen UNESCO-Kommission, des PEN-Zentrums Deutschland sowie im Beirat der Vereinigung Gegen Vergessen – Für Demokratie. Er sprach sich gegen eine Ausgrenzung der PDS aus dem politischen Diskurs aus und unterzeichnete 1997 die Erfurter Erklärung, die zu einem breiten Bündnis linker Parteien und Organisationen aufrief und auf Ausfüllung von Artikel 14 Absatz 2 des Grundgesetzes besteht, wonach Eigentum zugleich dem Gemeinwohl dienen muss. In einem Brief an Egon Krenz sprach er sich zum 9. Oktober 1999 für einen „juristischen Schlussstrich“ und „eine Amnestie für alle Straftaten“ aus, „die mit dem politischen System der DDR zu tun hatten“. Von 2004 bis 2016 war er Vorsitzender des Willy-Brandt-Kreises.
Ab März 2009 war Schorlemmer Mitglied im globalisierungs-kritischen Netzwerk Attac. Die Berliner Alexanderplatz-Demonstration vom 4. November 1989 nannte er 2009 einen „Tag der Befreiung“. 2010 war Schorlemmer eines der Gründungsmitglieder des Instituts Solidarische Moderne. Er äußerte sich wiederholt zu gesellschaftspolitischen Themen wie dem Umweltschutz, der Zuwanderung und dem Finanzwesen. Den „Sieg des kapitalistischen Wirtschaftssystems“ bezeichnete er als „verheerend“.
Schorlemmer war verheiratet und hatte mit seiner Frau, einer Ärztin, einen Sohn und eine Tochter. Er wohnte in der Lutherstadt Wittenberg. Der am 4. Juli 2019 verstorbene Andreas Schorlemmer, Pfarrer in Groß Kiesow sowie Polizei- und Notfallseelsorger in Mecklenburg-Vorpommern, war sein jüngerer Bruder.
Friedrich Schorlemmer litt nach eigenen Aussagen an einer Lewy-Körper-Demenz und trat deswegen ab 2022 nicht mehr öffentlich auf. Er starb im Alter von 80 Jahren in einem Pflegeheim in Berlin-Spandau und wurde in Werben/Elbe beerdigt. Neben diversen Kirchenpersönlichkeiten wie Friedrich Kramer und Margot Käßmann würdigten ihn u. a. auch Reiner Haseloff, Torsten Zugehör, und Hans-Dieter Schütt. In der taz wurde er in einem Nachruf als „Zweiter Luther“ bezeichnet.

## Auszeichnungen
- 1989: Carl-von-Ossietzky-Medaille der Internationalen Liga für Menschenrechte
- 1993: Friedenspreis des Deutschen Buchhandels (Laudator: Richard von Weizsäcker)[21]
- 2002: Ehrendoktor der Concordia University in Austin (Texas)
- 2009: Verdienstkreuz 1. Klasse der Bundesrepublik Deutschland
- 2014: Ehrendoktor der Europa-Universität Viadrina[22]
- 2014: Goldene Medaille der Humboldt-Gesellschaft[23]
- 2014: Verdienstorden des Landes Sachsen-Anhalt
- 2015: Ehrenbürger der Stadt Lutherstadt Wittenberg[24]

## Werke (Auswahl)
- Träume und Alpträume. Berlin 1990 (Texte und Reden von 1982 bis 1990 aus der DDR).
- Bis alle Mauern fallen. Berlin 1991. (Texte und Reden aus der DDR.)
- Worte öffnen Fäuste. Die Rückkehr in ein schwieriges Vaterland. München 1992.
- Freiheit als Einsicht – Bausteine für die Einheit. München 1993
- Versöhnung in der Wahrheit – Vorschläge und Nachschläge eines Ostdeutschen. München 1992-
- Zu seinem Wort stehen. Kindler Verlag, München 1994.
- Das Buch der Werte – Wider die Orientierungslosigkeit unserer Zeit. Edition Stuttgart, VS Verlagshaus Stuttgart, 1995, o. ISBN, Buch Nr.: 032 / 016519.
- Was ich denke. Goldmann Verlag, München 1995.
- Einschärfungen zum Menschsein heute. Freiburg 1996.
- Eisige Zeiten – Ein Pamphlet. Sammlung von aktuellen Texten und Reden. München 1996/1998.
- Die Wende in Wittenberg – Persönlicher Rückblick. Drei Kastanien Verlag, 1997, ISBN 3-933028-01-9.
- Zeitansagen. München 1999, ISBN 3-442-75540-9. (Sammlung von aktuellen Texten und Reden.)
- Absturz in die Freiheit – Was uns die Demokratie abverlangt. Berlin 2000.
- Nicht vom Brot allein. Leben in einer verletzbaren Welt. Berlin 2002.
- Die Bibel für Eilige. Aufbau-Verlag, Berlin 2003, ISBN 978-3-7466-1920-0.
- In der Freiheit bestehen. Aufbau-Verlag, Berlin 2004, ISBN 978-3-7466-7045-4.
- Hier stehe ich, Martin Luther. Aufbau-Verlag, Berlin 2003, ISBN 978-3-351-02563-2.
- Den Frieden riskieren. Sätze und Grundsätze, Pamphlete und Predigten, Reden und Aussprüche aus zwanzig Jahren. Stuttgart 2003.
- Einander achten – aufeinander achten. Jena 2004.
- Gibt es Wahrheit im Plural? Frankfurt am Main 2005.
- (als Herausgeber): Lebenswege – Gespräche mit Zeitgenossen, von 1991–2009. 8 Bände. Halle 1995–2009.
- Lass es gut sein. Ermutigung zu einem gelingenden Leben. 2007.
- Ich habe keinen Gott, aber Gott hat mich, Die Künstler und die Religion. Berlin 2007.
- (als Herausgeber): Was protestantisch ist / Große Texte aus 500 Jahren. Freiburg i. B. 2008.
- Wohl dem, der Heimat hat. Berlin 2009, ISBN 978-3-351-02679-0.
- Albert Schweitzer. Genie der Menschlichkeit. Aufbau Verlag, Berlin 2009, ISBN 978-3-351-02712-4.
- Die Wahrheit zu zweit, Eine Auswahl der besten Gespräche. Halle 2010.
- Tritt fassen, 52 Wochensprüche. Freiburg 2010.
- Da wird auch dein Herz sein, Engagiertes Christsein. Freiburg 2011.
- Zorn und Zuwendung. (Co-Autor: Hans-Dieter Schütt) Berlin 2011, ISBN 978-3-360-02122-9.
- Klar sehen und doch hoffen, Mein politisches Leben. Aufbau Verlag, Berlin 2012, ISBN 978-3-351-02750-6.
- Die rechte und linke Hand Gottes. 1. Kamenzer Rede in St. Annen, Kamenz 2014, ISBN 978-3-9817-103-0-4.
- Die Gier und das Glück. Wir zerstören, wonach wir uns sehnen. Herder, Freiburg im Breisgau 2014, ISBN 978-3-451-33515-0.
- (mit Gregor Gysi) Was bleiben wird: Ein Gespräch über Herkunft und Zukunft. Aufbau Verlag, Berlin 2015, ISBN 978-3-351-03599-0.
- Unsere Erde ist zu retten. Haltungen, die wir jetzt brauchen. Herder, Freiburg im Breisgau 2016, ISBN 978-3-451-34978-2.
- Luther : Leben und Wirkung. Aufbau Verlag, Berlin 2017, ISBN 3-7466-3281-1.
- WORTmacht und MACHTworte. Eine Eloge auf die Leselust. Radius, Stuttgart 2018, ISBN 978-3-87173-067-2.